# Седершёльд, Мария
Мария Седершёльд (швед. Hedvig Maria Reddita Cederschiöld, 29 июня 1856 — 19 октября 1935) — шведская журналистка и активистка движения за женские права.

## Биография
Мария Седершёльд родилась в Стокгольме в 1856 г. Она была дочерью дворянина, чиновника Густава Седершёльда и Эльсы Вильгельмины Борг. Лингвист Густав Седершёльд приходился ей братом. В 1860 г. умер её отец, и семья была вынуждена жить в стеснённых условиях у бабушки по материнской линии. В 1864—1870 гг. Мария училась в школе для девочек Statens normalskola för flickor, в 1872—1874 гг. — в Wallinska skolan. В 1874 г. она сдала выпускной экзамен в Стокгольме, хотя школ, выдававших такое свидетельство девушкам ещё не было (появились только со следующего года), и ей вместе с несколькими девушками пришлось учиться самостоятельно дома, а потом сдавать экзамен вместе с юношами на общих основаниях. Одной из этих девушек была её подруга Эллен Фрис.
Поступить в университет Мария не могла — в силу ограниченных финансовых возможностей семья предпочла оплатить обучение её брата Густава. В 1874—1876 гг. она работала гувернанткой, в 1876—1877 гг. — переводчицей, в 1877—1884 гг. преподавала в Wallinska skolan. Её описывали как умную, сдержанную, красивую, привлекательную женщину. Какое-то время она была влюблена в Кнут Викселля, но нашла его взгляды слишком радикальными.
С 1884 г. Мария работала в газете Aftonbladet. Её взяли туда в том числе при содействии Анны Иерты-Ретциус, крупного акционера газеты и жены редактора. Мария занималась переводами, писала о событиях за рубежом и литературную критику. В 1909 г. она сменила Эрнста Валлиса на должности руководителя отдела зарубежных новостей, и на неё возложили обязанности по публикации иностранных статей. Она стала первой женщиной-журналисткой в Швеции на таком посту. На этой должности она проработала до 1921 г. В 1911 г. она стала членом Publicistklubben («Шведской ассоциации публицистов»).
Кроме журналистской деятельности Мария Седершёльд принимала активное участие в защите прав женщин как на государственном, так и на международном уровне. С 1884 по 1900 гг. она была секретарём Svenska Kvinnors Nationalförbund — шведского отделения Международного совета женщин и заместителем председателя в 1909—1919 гг. Она была делегатом от Швеции на женских конгрессах в Лондоне (1899 г.), Париже с Хильдой Сакс в 1900 г., Берлине (1904 г.), и заседаниях правления в Дрездене в 1904 г. и Берлине в 1912 г. В 1902 г. Мария написала обращение, сопровождающее 4154 подписей в пользу избирательного права женщин, направленное в парламент Ассоциацией Фредрики Бремер (Fredrika Bremer-förbundet) до создания Национальной ассоциации по избирательному праву женщин (Landsföreningen för kvinnans politiska rösträtt). Она также работала в ряде других общественных организаций по правам женщин. В 1892—1895 гг. она была секретарём Ассоциации по правам собственности замужней женщины (Föreningen för gift kvinnas äganderätt).
Мария Седершёльд умерла в 1935 г. Замужем она не была.